# Palazzo della Prefettura (Napulj)
Palazzo della Prefettura ili Palača prefekture je monumentalna palača smještena na središnjem trgu Piazza del Plebiscito u Napulju, u Italiji. Nalazi se ispred i sjeverno od kraljevske palače.

## Povijest
Palaču koja se prije zvala Palazzo della Foresteria, naručio je Ferdinand I. od Dviju Sicilija kao gostinjsku kuću u vrtovima svoje kraljevske palače. Prethodno je u njemu bio samostan bazilijanskih redovnika iz 14. stoljeća. Sadašnju neoklasicističku zgradu i njezinu dvojnicu s druge strane trga projektirali su arhitekti iz 19. stoljeća Leopoldo Laperuta i Antonio De Simone. Godine 1890. Antonio Curri uredio je prvi kat Caffè Gambrinus, poznat u 19. stoljeću po privlačenju umjetnika.

## Vanjske poveznice
|  | Zajednički poslužitelj ima još gradiva o temi Palazzo della Prefettura (Napulj) |